# Luis Erlanger
Luis Horta Barbosa Erlanger (Rio de Janeiro, 11 de maio de 1955) é um jornalista e escritor. Trabalhou no jornal O Globo e na TV Globo, como repórter e executivo. Já publicou livros como os romances "Antes Que Eu Morra" (2014) e "Cinza, Carvão, Fumaça e Quatro Pedras de Gelo " (2018), e a biografia "José Junior - No Fio da Navalha." (2015).
Foi um dos coordenadores da equipe de criação e implantação da GloboNews- onde também ancorou um programa de entrevistas, foi um dos âncoras da série "Cidade Partida" no Canal Brasil, criou e dirigiu o seriado "Fui Bandido"  no Multishow, e, para o cinema, é o diretor do documentário "Os Transgressores" (2017).
No teatro, foi produtor da peça "Chuva Constante" (2015)  e é o autor de "Agora e Na Hora" (2017), encenada sob a direção de Walter Lima Jr.

## Biografia
Luis Horta Barbosa Erlanger nasceu em 11 de maio de 1955, no Rio de Janeiro, filho de Ernesto  Erlanger, filho por sua vez de alemães, e Clotilde Virgínia Horta Barbosa, descendente de portugueses e espanhóis. Formou-se em jornalismo pela Escola de Comunicação da Universidade Federal do Rio de Janeiro. O início de sua vida profissional foi como assistente de editoração da Editora Zahar.
Em meados da década de 1970, entrou como estagiário do jornal O Globo. No ano seguinte, foi contratado como repórter de geral, função que desempenhou até 1982, quando foi escalado para cobrir as primeiras eleições diretas para governador do Rio de Janeiro após o golpe militar de 1964. Foi responsável pela cobertura da campanha do candidato eleito Leonel Brizola.
Após as eleições, Erlanger passou a integrar a equipe da editoria de Política do jornal. Em 1984, mudou-se para Brasília e recebeu a incumbência de cobrir o candidato a presidente da República Tancredo Neves, que participaria da eleição indireta no Congresso, em janeiro do ano seguinte. No entanto, Tancredo não assumiu o governo, foi internado na véspera da posse, tendo falecido, vítima de infecção generalizada. Erlanger acompanhou toda a agonia do presidente e do país.
De repórter, Erlanger tornou-se chefe de redação da editoria de Política em Brasília. Nesta época, os destaques foram os planos econômicos que mexeram com a vida dos brasileiros. Quatro anos depois, em 1988, após ter chefiado a equipe que cobriu o processo de aprovação da nova Constituição, voltou para a sede do jornal no Rio, para assumir o cargo de editor de Política. Cerca de dois anos depois, voltou à Brasília como diretor da sucursal. Nesse período, entre outros acontecimentos, Erlanger coordenou a cobertura do processo de impeachment de Fernando Collor.
No final de 1992, retornou para o Rio de Janeiro como subeditor chefe do jornal. Em 1995 foi efetivado como editor-chefe do veículo, fase de crescimento e liderança do Globo, que conquistou o espaço de prestígio ocupado até então pelo Jornal do Brasil. Ao longo dos anos no jornal, o jornalista esteve à frente de  transformações importantes como a informatização da Redação e da reforma gráfica que modernizou o design do jornal. No comando da equipe, também atuava como repórter, com destaque para dois furos históricos, publicados antes mesmo da veiculação por emissoras de televisão: o acidente de helicóptero que vitimou de Ulysses Guimarães e o golpe na antiga União Soviética para afastar Mikhail Gorbatchov do poder.
Em 1995, Erlanger considerou concluído seu ciclo no jornal, e aceitou o convite para ser diretor editorial da Central Globo de Jornalismo (CGJ) da Rede Globo.
Entre os destaques da cobertura jornalística da Globo, estão reportagens como a barbárie promovida pela PM na Favela Naval, em São Paulo e o massacre dos sem-terra em Eldorado dos Carajás, no Pará. Um marco dessa fase foi a denúncia de contrabando envolvendo as Forças Armadas, em junho de 1997.
Ainda na função de diretor editorial, coordenou na França a equipe encarregada de acompanhar a seleção brasileira na Copa do Mundo de 1998.
Em março de 2000, assumiu o cargo de diretor da Central Globo de Comunicação (CGCOM). Em março de 2011, implementou um novo modelo de atuação, com a estruturação de novas diretorias: Comunicação Corporativa; Planejamento e Gestão;  Produção Editorial; Responsabilidade Social e Relações Públicas; e Propaganda e Design. 
Em 2004, acompanhou as Olimpíadas em Atenas, Grécia, para montar a estratégia  de comunicação da emissora para os Jogos Pan-Americanos de 2007. 
Em janeiro de 2013, assumiu o cargo de diretor da nova Central Globo de Análise de Conteúdo e Controle de Qualidade, uma ampliação da antiga Central Globo de Controle de Qualidade. 
Em agosto de 2014, deixou a Globo, montando a sua produtora ECO (Erlanger Comunicação) , voltada para a criação de textos, produção cultural e consultoria na área de Comunicação, incluindo assessoria na área política.
Em 14 de abril de 2022, ele foi contratado pela Rede Bandeirantes para atuar como consultor no Rio de Janeiro.
Foi sócio-fundador da ONG Todos Pela Educação, é membro do conselho do Instituto Superior de Educação do Rio de Janeiro, e colaborador de projetos sociais como CUFA, AfroReggae, Nós do Morro, Morhan, Nossa Senhora do Teatro etc.
Entre outras condecorações, foi agraciado pelo Exército, Marinha, Aeronáutica, PM e Assembleia Legislativa do Rio de Janeiro (Medalha Tiradentes).

## Obras publicadas

### Literatura

#### Ficção
- Antes Que Eu Morra (Ed. Record, 2014)
- Cinza, Carvão, Fumaça e Quatro Pedras de Gelo (Ed. Globo, 2018)

#### Não Ficção
- José Junior- No Fio da Navalha (Ed. Record, 2015)

### Cinema
- Os Transgressores (2016)

### Teatro
- Agora & Na Hora (2017)